# Nonyma glabricollis
Nonyma glabricollis là một loài bọ cánh cứng trong họ Cerambycidae.